# Tuffi alla XXIX Universiade - Piattaforma 10 metri sincro maschile
Il concorso dei tuffi dal piattaforma 10 metri sincro maschile dell'Universiade di Taipei 2017 si è svolto il 20 agosto 2017 all'University of Taipei (Tianmu) Shin-hsin Hall B1 Diving Pool.

## Risultati

### Finale
| Class.  | Atleti                                 | Nazione        | Tuffi | Tuffi | Tuffi | Tuffi | Tuffi | Tuffi | Totale |
| Class.  | Atleti                                 | Nazione        | 1     | 2     | 3     | 4     | 5     | 6     | Totale |
| ------- | -------------------------------------- | -------------- | ----- | ----- | ----- | ----- | ----- | ----- | ------ |
| Oro     | Roman Izmailov Nikita Shleikher        | Russia         | 49.20 | 52.80 | 76.80 | 79.92 | 76.59 | 76.68 | 411.99 |
| Argento | Hyon Il-myong Ri Hyon-ju               | Corea del Nord | 42.00 | 51.00 | 81.60 | 73.26 | 79.68 | 83.16 | 410.70 |
| Bronzo  | Woo Ha-ram Kim Yeong-nam               | Corea del Sud  | 48.60 | 52.20 | 71.40 | 70.20 | 73.26 | 75.60 | 391.26 |
| 4       | Oleksandr Horshkovozov Maksym Dolhov   | Ucraina        | 47.40 | 47.40 | 80.64 | 75.84 | 58.83 | 75.60 | 385.71 |
| 5       | Jahir Ocampo Jose Diego Balleza Isaias | Messico        | 50.40 | 48.60 | 76.50 | 81.60 | 54.06 | 65.28 | 376.44 |
| 6       | Vladimir Harutyunyan Azat Harutyunyan  | Armenia        | 51.60 | 51.60 | 70.08 | 61.44 | 66.60 | 57.42 | 358.74 |